# Yelcho
Yelcho – jezioro w południowym Chile, w regionie Los Lagos. Położenie geograficzne:. Powierzchnia jeziora wynosi 116 km². Głównym ciekiem wpadającym do jeziora jest rzeka Futaleufú. Z jeziora wypływa natomiast rzeka Yelcho, która uchodzi do zatoki Corcovado niedaleko miasta Chaitén.
Wzdłuż północno-zachodniego brzegu jeziora biegnie droga Carretera Austral.